# Serenade to a Cuckoo
«Serenade to a Cuckoo» es la quinta canción del primer álbum de los Jethro Tull, This Was.
Es un tema totalmente instrumental donde Ian Anderson ofrece una tímida muestra del virtuosismo a la flauta que iba a ser habitual a lo largo de toda su carrera. La canción es una versión del tema jazzístico homónimo de Roland Kirk, músico cuya técnica de flauta (la denominada percusión de boca) influiría totalmente en el personal estilo de Anderson.

## Intérpretes
- Ian Anderson: flauta, armónica, claghorn y piano.
- Mick Abrahams: guitarra y guitarra de 9 cuerdas.
- Clive Bunker: batería, hooter, charm bracelet y percusión.
- Glenn Cornick: bajo.

## Versiones de "Serenade to a Cuckoo" realizadas por Jethro Tull
| Año  | Título                                    | Autor                 | Interpretaciones | Tiempo | Álbum (CD) / EP / Single de referencia |
| ---- | ----------------------------------------- | --------------------- | ---------------- | ------ | -------------------------------------- |
| 1968 | "Serenade to a Cuckoo" (versión original) | (Rahsaan Roland Kirk) |                  | 6:11   | This Was                               |
| 1999 | "Serenade to a Cuckoo" (en vivo)          | (Rahsaan Roland Kirk) |                  |        | Live at the House of Blues             |

## Versión del tema incluido en el álbumThis Is!de Mick Abrahams
| #  | Título                 | Autor                 | Tiempo |
| -- | ---------------------- | --------------------- | ------ |
| 3. | "Serenade to a Cuckoo" | (Rahsaan Roland Kirk) | 4:40   |